# Blålöpare
Blålöpare (Carabus problematicus) är en skalbaggsart som beskrevs av Herbst 1786. Blålöpare ingår i släktet Carabus, och familjen jordlöpare. Enligt den finländska rödlistan är arten nära hotad i Finland. Arten är reproducerande i Sverige. Artens livsmiljö är fjällhedar.

## Bildgalleri

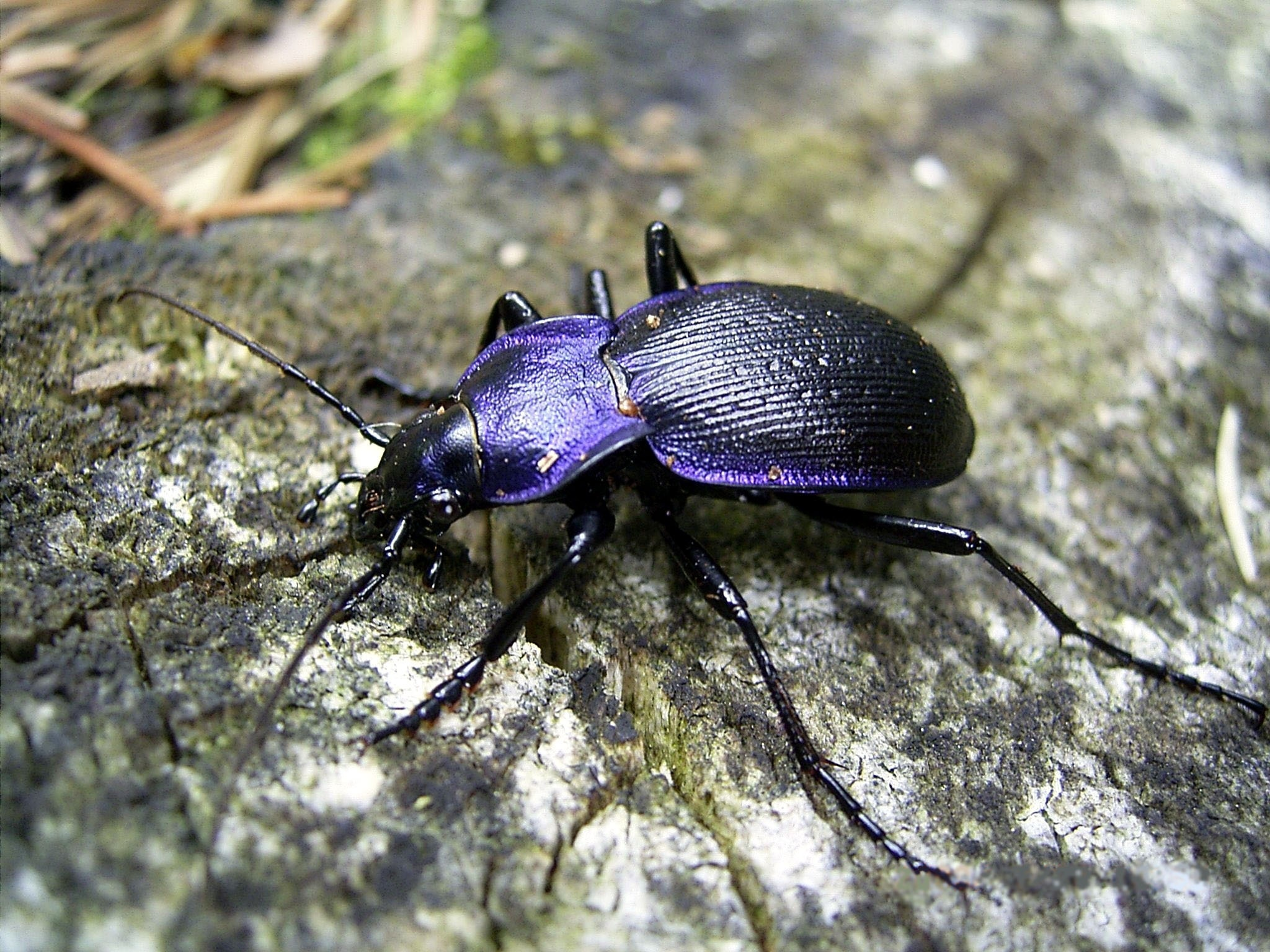
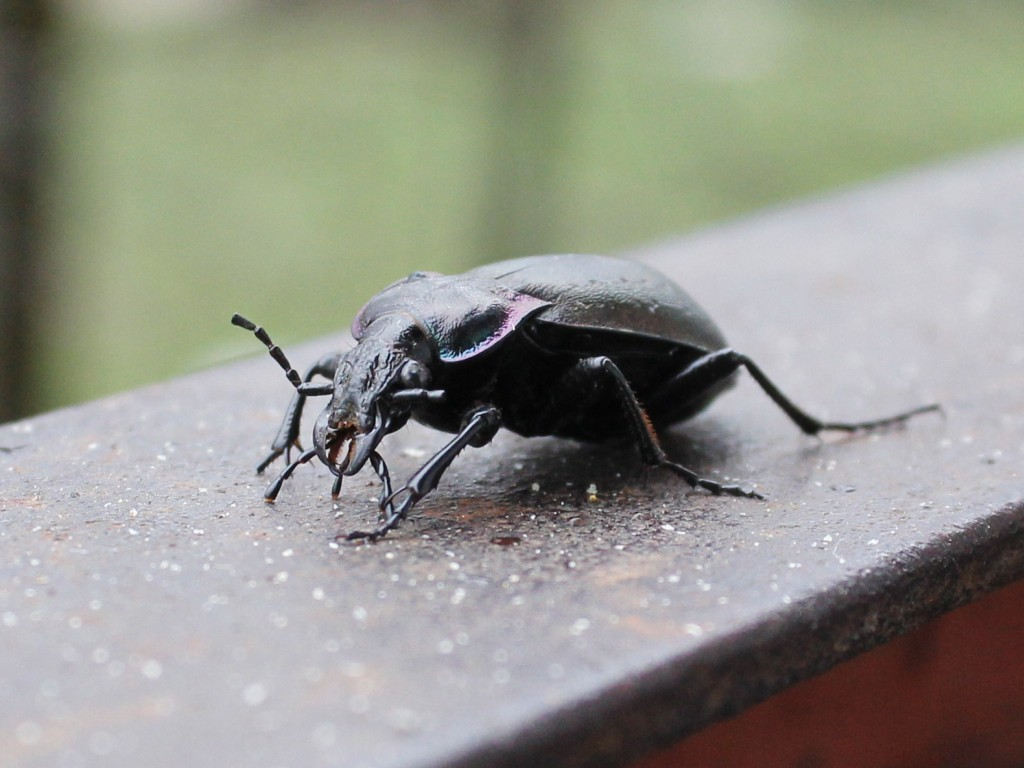
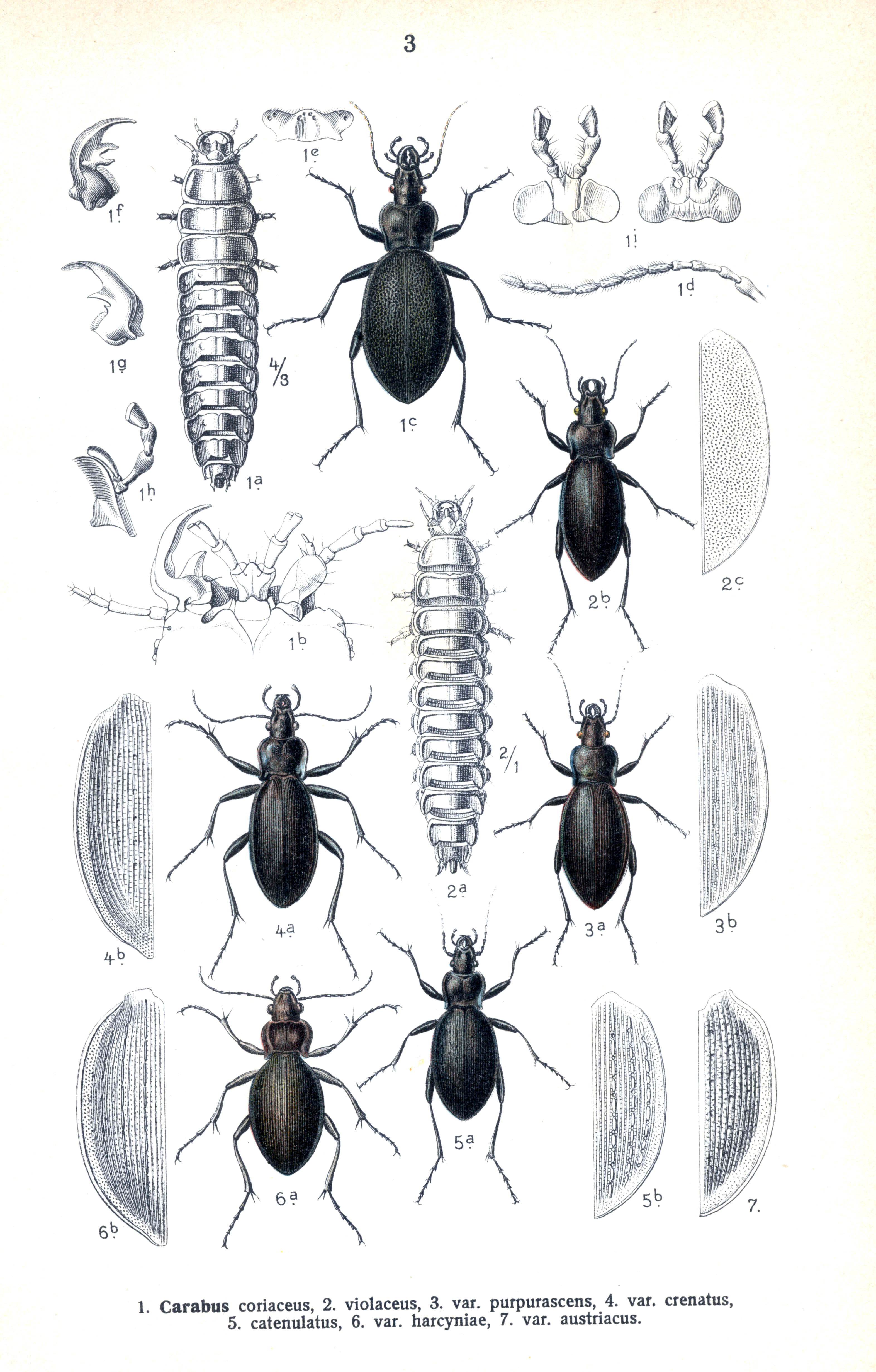